# Carlos Pellicer

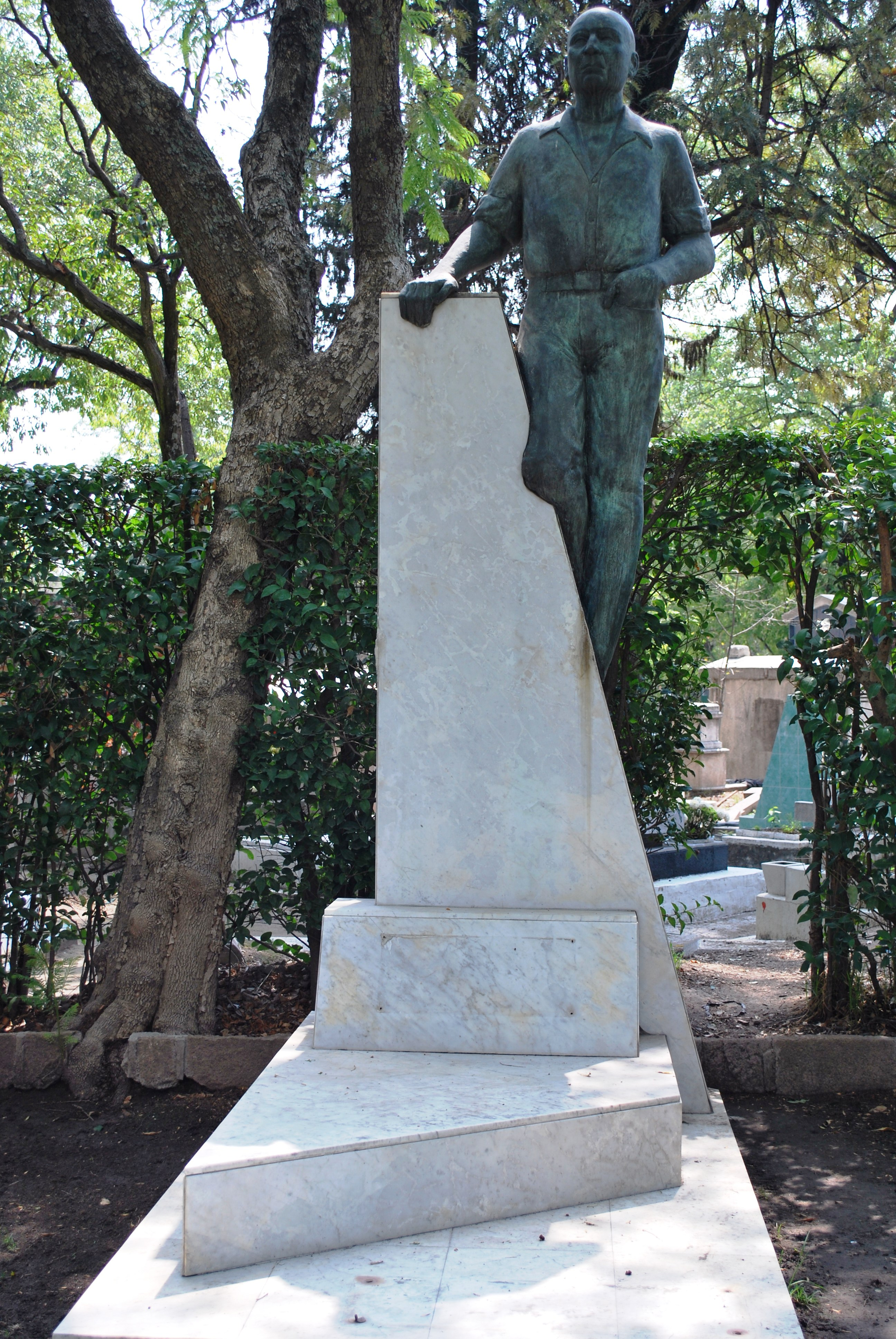

Carlos Pellicer Cámara (n. 16 ianuarie 1897, Villahermosa, Tabasco – d. 16 februarie, 1977, Ciudad de México) a fost un poet mexican.

## Biografie
În urma studiilor la Ciudad de Mexico și Bogota devine profesor de literatură și de istoria Mexicului în învățământul secundar. Opera sa aparține curentului postmodernist. A avut activitate gazetărească bogată și se ocupa și de arheologie și politică, devenind senator pe viață.

## Opera
- 1921: Colores en el mar y otros poemas („Culori pe mare”)
- 1924: 
  - Piedra de sacrificios („Piatra de sacrificiu”)
  - Seis, siete poemas
  - Oda de junio („Oda din iunie”)
- 1927: Hora y 20 („Ora și 20”)
- 1929: Camino („Drumul”)
- 1931: Cinco Poemas („Cinci poeme”)
- 1933: Esquemas para una oda tropical („Schiță pentru o odă tropicală”)
- 1934: Estrofas al mar marino
- 1937: Hora de junio (1929-1936)
- 1940: Ara virginum
- 1941:
  - Recinto y otras imágenes
  - Exágonos
- 1946: Discurso por las flores („Discurs pentru flori”)
- 1949: Subordinaciones
- 1950: Sonetos
- 1956: Práctica de vuelo („Exerciții de zbor”)
- 1961: El trato con escritores (colectiv)
- 1962:
  - Material poético 1918-1961
  - Dos poemas
  - Con palabras y fuego („Cu cuvinte și foc”)
- 1965: Teotihuacan y 13 de agosto: ruina de Tenochtitlán
- 1966: Bolívar, ensayo de biografía popular
- 1972: Noticias sobre Nezahualcóyotl y algunos sentimientos
- 1976: Cuerdas, percusión y alientos

### Postume
- 1978:
  - Reincidencias
  - Cosillas para el nacimiento
- 1981: Edición de su Obra Poética a cargo de Luis Mario Schneider
- 1985: Cartas desde Italia
- 1987: Cuaderno de viaje